# Hierococcyx sparverioides
Cuco-gavião-grande ou cuco-falcão-grande (Hierococcyx sparverioides) é uma espécie de ave da família Cuculidae.
Pode ser encontrada nos seguintes lugares: Bangladesh, Butão, Camboja, China, Índia, Indonésia, Laos, Malásia, Myanmar, Nepal, Paquistão, Filipinas, Singapura, Taiwan, Tailândia e Vietname.
Os seus habitats naturais são: florestas temperadas e florestas de mangal tropicais ou subtropicais.